# 乳酸铝
乳酸铝（英语：Aluminium lactate）是一种化合物，是铝和乳酸的盐，分子式为Al(C3H5O3)3.

## 合成
乳酸铝可通过用硫酸铝沉淀钡盐溶液而得到的。

## 物理特性
乳酸铝呈白色粉末状，易溶于水。

## 用途
乳酸铝可用作媒染剂。它适用于化妆品和口腔行业。乳酸铝也用作溶胶-凝胶合成氧化铝基玻璃的前体。